# Alena Popczanka
Alena Popczanka (biał. Алена Попчанка; ur. 28 lipca 1979 w Homlu), francuska pływaczka do października 2005 startująca w barwach Białorusi, mistrzyni świata w wyścigu na 200 m stylem dowolnym, brązowa medalistka mistrzostw świata w sztafecie 4 × 200 m stylem dowolnym. Trzykrotna reprezentantka Białorusi na Igrzyskach olimpijskich.

## Sukcesy

### Mistrzostwa świata
- 2003 Barcelona –  (200 m dowolnym) dla barw Białorusi
- 2007 Melbourne –  (sztafeta 4 × 200 m dowolnym)

### Mistrzostwa Europy
- 2002 Berlin –  (100 m dowolnym) w barwach Białorusi
- 2002 Berlin –  (200 m dowolnym) w barwach Białorusi
- 2006 Budapeszt –  (100 m motylkowym)
- 2006 Budapeszt –  (sztafeta 4 × 100 m dowolnym)
- 2006 Budapeszt –  (sztafeta 4 × 200 m dowolnym)
- 2006 Budapeszt –  (sztafeta 4 × 100 m zmiennym)
- 2008 Eindhoven –  (sztafeta 4 × 200 m dowolnym)

### Mistrzostwa Europy (basen 25 m)
- 2002 Riesa –  (100 m dowolnym) dla barw Białorusi
- 2002 Riesa –  (200 m dowolnym) dla barw Białorusi
- 2002 Riesa –  (sztafeta 4 × 50 m dowolnym) dla barw Białorusi
- 2003 Dublin –  (200 m dowolnym) dla barw Białorusi
- 2003 Dublin –  (100 m motylkowym) dla barw Białorusi
- 2005 Triest –  (100 m dowolnym)
- 2005 Triest –  (100 m motylkowym)
- 2006 Helsinki –  (100 m dowolnym)
- 2006 Helsinki –  (200 m dowolnym)
- 2007 Debreczyn –  (100 m motylkowym)
- 2007 Debreczyn –  (sztafeta 4 × 50 zmiennym)